# Flaco Jiménez
Leonardo „Flaco“ Jiménez (11. března 1939 San Antonio – 31. července 2025 tamtéž) byl americký zpěvák a akordeonista.
Narodil se v San Antoniu v Texasu do hudební rodiny mexického původu. Veřejně začal vystupovat již v dětství; jeho prvním nástrojem byl mexický nástroj na způsob kytary, bajo sexto, záhy však přešel k akordeonu. V 60. letech hrál mj. s Dougem Sahmem. Později hrál na albech mnoha hudebníků, mezi které patří například Bryan Ferry (Taxi), Ry Cooder (Chicken Skin Music, Pull Up Some Dust and Sit Down) a The Rolling Stones (Voodoo Lounge). V roce 1976 vystupoval v dokumentárním filmu Chulas Fronteras režiséra Lese Blanka. V roce 2000 hrál jednoho z členů kapely ve filmu Řezník, kněz a prostitutka s Woodym Allenem v hlavní roli.
Od počátku 70. let vydal desítky vlastních alb. Za album Ay Te Dejo En San Antonio y Más! získal v roce 1987 cenu Grammy. Grammy později získal ještě několikrát, mj. v roce 2015 za celoživotní přínos.